# 吉高志音
吉高 志音（よしたか しおん、1999年7月2日 - ）は、日本の俳優。東京都出身。スターダストプロモーション所属。

## 来歴
- アイドルステージ「アンプラネット-Back to the Past！-」でデビュー[2]。
- 2019年12月にアイドルユニット「Hi!Superb」を卒業[3]。
- 第1回 MUSIC POP BOY AUDITION 【Awesome Pop Boy】受賞[4]。

- 2025年1月28日に公式サイトで2025年1月31日をもって株式会社アシストを円満退社し、株式会社スターダストプロモーションへ移籍することを発表した。[5]

## 人物
- 特技はバスケ、歌、絵。
- 日本語、中国語（北京・上海）、英語の3か国語が話せるトリリンガル[1]。
- ファンの呼び名は【パンダ組】[6]

## 出演
→Hi!SuperbのSIONとしての情報は「Hi!Superb」を参照

### 舞台・ミュージカル
- アイドルステージ（ネルケプランニング） - 浅黄宵 役[7]
  - アンプラネット ーBack to the Past！ー（2018年1月5日 - 14日、品川プリンスホテル クラブeX）
  - E.T.L vol.214 〜ほしいのはキミのチョコだけ！〜（2018年2月14日 - 17日、品川プリンスホテル クラブeX）
  - プライムーン（2021年1月27日 - 2月7日 / 2月24日 - 3月7日、Mixalive TOKYO Theater Mixa）
  - プライム☆タイム 〜ほしいのはティアラのチョコだけ〜（2021年2月13日 - 14日、DMM.com本社24F イベントスペース）
  - P.P.P 219 〜Prime Puckish Party〜（2021年9月4日 - 5日、バトゥール東京）
  - GS382 ー暁の章ー（2021年12月9日 - 26日、Mixalive TOKYO Theater Mixa）
  - P.P.P 222 〜Prime Poetical Party〜（2022年2月11日 - 14日、 品川プリンスホテル クラブeX ）
  - プライムーン＆GS382 ー2022年に愛を込めてー（2022年5月12日 - 21日、 品川プリンスホテル クラブeX）
  - P.P.P 225 〜Prime Precious Party〜（2022年5月22日、 品川プリンスホテル クラブeX ）
  - いろいろ ドルフェス2023（2023年9月23日、品川プリンスホテル ステラボール）
  - ネルケプランニング30th ANNIVERSARY『ネルフェス2024』後夜祭！（2025年1月19日、TOKYO DOME CITY HALL）
- ミュージカル「SHOW BY ROCK!!-狂騒のBloodyLabyrinth-」 （2018年8月30日 - 9月17日、天王洲 銀河劇場 他） - ジューダスJr.[8]
- 舞台「僕らの未来」（2018年12月6日 - 23日、品川プリンスホテル クラブeX 他） - 神山レオン 役[9]
- 舞台『K -RETURN OF KINGS-』（2019年3月1日 - 17日、天王洲 銀河劇場 他） - 比水流 役[10]
- ミュージカル「花園 HANAZONO」 - 多聞 役（2019年4月13日 - 21日、座・高円寺1）[11]
- ミュージカル「リューン〜風の魔法と滅びの剣」（2019年6月1日 - 7月6日、相模女子大学グリーンホール 他） - アルムス/ザイド/レーリア 役[12]
- ELF- The Musical（2019年12月6日 - 22日、品川プリンスホテル ステラボール 他）[13]
- 舞台「デュラララ!!」 - 矢霧誠二 役[14]
  - 〜円首方足の章〜（2020年4月10日 - 5月6日、日本青年館 ホール 他）※全公演中止
  - 〜円首方足の章〜（2021年8月1日 - 22日、日本青年館 ホール 他）
- イケメン王子 美女と野獣の最後の恋 THE STAGE - ルーク=ランドルフ 役[15]
  - 〜Beast Leon〜（2020年12月24日 - 27日、シアター1010）
  - イケメンシリーズ THE STAGE 〜世界を駆けて、祝祭を〜（2022年9月24日 - 28日、シアター1010）
- ミュージカル「陰陽師」〜海国の章〜 - 茨木童子 役 [16]
  - ミュージカル「陰陽師」〜海国の章〜（2020年）※全公演中止[注 1]
  - ネルケプランニング30th ANNIVERSARY『ネルフェス2024』後夜祭！（2025年1月18日、TOKYO DOME CITY HALL）
- MANKAI STAGE『A3!』 - 泉田莇 役[17]
  - ACT2! 〜SUMMER 2022〜（2022年7月16日 -8月12日、TACHIKAWA STAGE GARDEN 他）[注 2]
  - ACT2! 〜AUTUMN 2022〜（2022年11月4日 - 12月5日、TOKYO DOME CITY HALL 他）
  - ACT2! 〜WINTER 2023〜（2023年1月21日 - 2月26日、TACHIKAWA STAGE GARDEN 他）※映像出演
  - ACT2! 〜SUMMER 2023〜（2023年8月12日 - 9月18日、TACHIKAWA STAGE GARDEN 他）[注 3]
  - ACT2! 〜AUTUMN 2023〜（2023年11月11日 - 12月23日、TOKYO DOME CITY HALL 他）
  - 〜Four Seasons LIVE 2024〜（2024年10月31日 - 11月4日、東京ガーデンシアター）
  - ACT3! 〜2025〜（2025年3月22日 - 5月10日、KAAT神奈川芸術劇場 ホール）
- クリスマス☆リーディングステージ「クリスマス・イブのおはなし」（2022年12月25日、新国立劇場 小劇場）[18]
- ミュージカル『憂国のモリアーティ』Op.4 -犯人は二人-（2023年1月27日 - 2月12日、新歌舞伎座 他） - ラスキン 役 他
- ミュージカル「フィーダシュタント」 - ハーゲン・アクスマン 役（2023年3月16日 - 26日、ニッショーホール）
- 朗読活劇「信長を殺した男 2023」（2023年4月27日 - 30日、東京芸術劇場 シアターウエスト） - 豊臣秀吉 役 他（チーム木瓜）[19]
- 舞台『吸血鬼すぐ死ぬ』（2023年6月2日 - 11日、天王洲 銀河劇場） - 半田桃 役
- ミュージカル「伝説のリトルバスケットボール団」 - ジフン 役
  - プレビュー公演（2023年7月27日 、タワーホール船堀）
  - 本公演（2024年2月15日 - 3月3日、草月ホール 他）[注 4]
- Experimental Theater「結合男子」（2024年5月7日 - 5月19日、日本青年館ホール 他） - 天空王九慈 役[20]
- ミュージカル「GIRLFRIEND」（2024年6月14日 - 7月3日、シアタークリエ ） - マイク 役（萩谷慧悟・木原瑠生とトリプルキャスト）[21]
- ミュージカル「暁のヨナ」（2024年7月20日 - 28日、シアターH） - シンア 役[22]
- ミュージカル「RUN TO YOU」（2024年8月31日 - 9月16日、ウインクあいち 他） - ジョンフン 役[23]
- ミュージカル「next to normal」（2024年12月6日 - 2025年1月、シアタークリエ 他） - ヘンリー 役[24]
- ミュージカル「ジェイミー」（2025年7月 - 8月、東京建物 Brillia HALL 他） - ディーン・パクストン 役（神里優希とダブルキャスト） [25]
- ミュージカル「SPY×FAMILY」 - ユーリ・ブライア 役（瀧澤翼とダブルキャスト）[26]
  - プレビュー公演（2025年9月20日 - 9月28日、ウェスタ川越）
  - 本公演（2025年10月7日 - 12月30日、日生劇場 他）

### イベント・LIVE
- BOYS PANIC 2021 〜ミュージックポップボーイオーディションファイナリスト〜（2021年1月4日、新木場スタジオコースト）[27]
- 「プライムーン×8K」上映会（2021年11月13日 - 14日、イオンシネマ板橋）[28]
- 新 正俊 Birthday Event 2022 『#toy Box "S"』 第2部（2022年9月10日、シアター代官山）[29]
- 「アイドルステージ×８Ｋ」上映会（2022年11月15日、イオンシネマ板橋）[30]
- 「MANKAI STAGE『A3!』ACT2! 〜AUTUMN 2022〜」東京凱旋公演・大千秋楽ディレイビューイング（2023年1月9日、新宿バルト9）[31]
- Community Concert「Kaz♪KoN2023」（2023年3月31日、東京・日経ホール）[32]
- 『2.5次元ナビ！』公開収録 2023（2023年4月4日、R'sアートコート）[33]
- 「Sion Yoshitaka 5th Anniversary event」（2023年7月2日、時事通信ホール）[34]
- 俳優たちの夏祭り -HADO ACTORS CUP 特別編-（2023年8月8日、HADO ARENA お台場店）[35]
- Yojiro Itogawa 1st FAN meeting『From Here』（1部）（2023年10月15日、朝日生命ホール）[36]
- 「Sion Yoshitaka あけおめクルージングランチ会」（2024年1月13日、東京ベイ・クルージングレストラン シンフォニー）[37]
- 『2.5次元ナビ！の楽屋へようこそ』（2024年8月10日、星稜会館）
- 中村太郎 28th Birthday Event 2部（2024年11月17日、浜離宮朝日ホール・小ホール）
- TVアニメ『どうせ、恋してしまうんだ。』先行上映会（2024年11月17日、ユナイテッド・シネマ アクアシティお台場）
- Songwriters'SHOWCASE（2024年12月18日、シアタークリエ）[38]
- ミュージカル『ジェイミー』プレイベント（2025年4月3日）[39]
- Nostalgic Cabaret（2025年6月4日、シアタークリエ）[40]

### テレビドラマ
- やぶさかではございません（2025年4月2日 - 、テレビ東京） - 不動産屋[41]

### テレビ番組
- 2.5次元ナビ！（2023年2月27日 - 、日テレプラス） - 2代目ナビ隊[42]

### テレビアニメ
- どうせ、恋してしまうんだ。（2025年1月 - 、TBSテレビほか） - 柏木深 役[43]

### Web番組
- ブギウギ★Night #119（2019年2月4日、ニコニコ生放送）
- 『イケメン王子 美女と野獣の最後の恋』の生放送番組「イケメン王子生放送 プリなま」（2020年6月18日 - 、SHOWROOM / Twitter Periscope / YouTube）
- イケメンシリーズ8周年記念ステージ＠アニバコ〜AGFあおぞらマルシェ出張版〜（2020年11月7日、animate Timesチャンネル）
- ドルステチャンネル（2021年10月1日 - 、YouTube）
- MANKAI STAGE『A3!』公式（2022年5月10日 - 、YouTube）
- 【Jump UP☆20s】（2023年2月21日 、YouTube）

### Web CM
- タイガー魔法瓶「あなたと・・・〜To Be With You〜」（2019年11月1日）[44]

### ゲーム
- 次元超越男子 - 早乙女 流星 役[45]
- イケメン王子 美女と野獣の最後の恋 - ルーク=ランドルフ 役
- 夢職人と忘れじの黒い妖精 - フロム 役
- 東京ディバンカー - ライカ・コルト 役

### モデル
- HYSTERIC GLAMOUR 「ヒステリックグラマーアフタースクール（H.G.A.S）」[46]
- JNBY

## ディスコグラフィ

### CD / 配信
- 「MANKAI STAGE『A3!』ACT2! 〜AUTUMN 2022〜」MUSIC COLLECTION（2023年2月22日発売）
- 「MANKAI STAGE『A3!』ACT2! 〜AUTUMN 2023〜」MUSIC COLLECTION（2024年3月6日発売）
- MANKAI STAGE『A3!』MANKAI Selection Vol.2（2024年10月2日発売）
- プライムーン（浅黄 宵）名義
  - 『Music Fighter／まほろば』（2021年4月28日発売）
  - 『Moonlight Serenade／威風堂々』（2022年3月16日発売）
  - 『アイドルステージ in LOVE 2022』（2022年8月1日配信開始）

### DVD / Blu-ray
- ミュージカル「SHOW BY ROCK!!-狂騒のBloodyLabyrinth-」（2019年1月16日発売）
- project K『僕らの未来』（2019年3月4日発売）
- 舞台「K RETURN OF KINGS」（2019年7月24日発売）
- ミュージカル『花園 HANAZONO』（2019年7月発売）
- MANKAI STAGE『A3!』ACT2! 〜SUMMER 2022〜（2023年2月15日発売）
- MANKAI STAGE『A3!』ACT2! 〜AUTUMN 2022〜（2023年6月7日発売）
- ミュージカル『憂国のモリアーティ』Op.4 -犯人は二人-（2023年6月28日発売）
- 「朗読活劇 信長を殺した男 2023」（2023年10月30日発売）
- 舞台『吸血鬼すぐ死ぬ』（2023年11月29日発売）
- MANKAI STAGE『A3!』ACT2! 〜SUMMER 2023〜（2024年2月21日発売）
- MANKAI STAGE『A3!』ACT2! 〜AUTUMN 2023〜（2024年5月8日発売）
- Experimental Theater「結合男子」（2024年12月発売）
- ミュージカル『暁のヨナ』（2025年2月12日発売）
- 舞台 MANKAI STAGE『A3!』〜Four Seasons LIVE 2024〜（2025年7月23日発売）

- プライムーン（浅黄 宵）名義
  - アイドルステージ「アンプラネット-Back to the Past！-」（2018年6月6日発売）
  - 舞台『プライムーン』（2021年8月25日発売）
  - アイドルステージの軌跡DVD　ver.2020→2022（2022年12月23日発売）

### 出版物
- 吉高志音2023カレンダーブック（2022年11月26日発売）
- 吉高志音1st写真集「Love Myself」（2023年9月27日発売）
- 吉高志音2024カレンダーブック（2023年12月8日発売）
- 吉高志音2025カレンダーブック（2024年9月20日発売）